# Karl Herzog
Karl Herzog (født 1. november 2008 i Simmerberg) er en cykelrytter fra Tyskland, der kører for Team Grenke-Auto Eder. Han er lillebror til cykelrytter Emil Herzog.